# Reality (canção de James Brown)
"Reality" é uma canção gravada por James Brown. Lançada como single em 1974, alcançou o número 19 da parada R&B e número 80 da parada Pop. Também no álbum de mesmo nome.